# Linia opóźniająca z AFP
Linia opóźniająca z AFP (LOAFP) - układ akustoelektroniczny bazujący na znacznej różnicy prędkości (rzędu {\displaystyle 10^{5}}) pomiędzy prędkościami propagacji sygnałów elektrycznego a akustycznego. LOAFP zbudowana jest w swej wersji podstawowej z dwóch znacznie od siebie oddalonych przetworników międzypalczastych. Sygnał elektryczny zamieniany jest przez pierwszy z nich (przetwornik wejściowy) na sygnał akustyczny, który w postaci AFP po pewnym czasie, zwanym czasem opóźnienia linii, dociera do drugiego przetwornika międzypalczastego, który zamienia go z powrotem na sygnał elektryczny.
W LOAFP można uzyskiwać czasy opóźnienia nawet rzędu ms. Czas ten jest ograniczony głównie rozmiarami dostępnych podłoży piezoelektrycznych, a także tłumieniem AFP.
LOAFP znajdują zastosowania w układach analogowej obróbki sygnałów.